# Vyšný Slavkov
Vyšný Slavkov je obec na Slovensku v okrese Levoča.

## Dějiny
První písemné důkazy o osídlení nynější vesnice Vyšný Slavkov jsou útržkovité. První přímý písemný doklad o osadě pochází z roku 1312, kdy měl název Slakendorf. V roce 1323 se vzpomíná na Vyšný Slavkov jako Zalouk. V roce 1347 se jmenuje Starý Slavkov. Ze začátku 14. století jsou doklady o vesnici, při popisování hranic honů na povodí Torysy, které se nacházejí v oblastním archivu v Levoči.

## Průmysl
| Místo             | Material | 2016   | 2017   | 2018   | 2019   | 2020    | 2021    |
| ----------------- | -------- | ------ | ------ | ------ | ------ | ------- | ------- |
| Lom Vyšný Slavkov | Vápenec  | 0,1 kt | 0,1 kt | 0,3 kt | 0,3 kt | 72,0 kt | 52,0 kt |

### Viz aj
- Oběd na vrcholu mrakodrapu